# 魔女啟示錄
《魔女啟示錄》（ぼくと魔女式アポカリプス）是水瀨葉月著作，藤原々々繪製插畫的日本輕小說作品，由電擊文庫出版發行。
本作是描寫死而復生的人們為了生存而互相爭奪闇滓的故事。

## 登場人物

### 代替魔術師
宵本 澪
「翼人」的代替魔術師，顯化後的姿態為銀髮有翼女性，使用以自身運氣作為代價來強化物質的「祝福魔術」。顯化前外表為金髮男子。被複製影人駕駛的卡車壓死。
砧川 冥子
「魔女」的代替魔術師，顯化時戴著魔女帽，並穿著黑色的魔女服裝，使用靠著自殘展現威力的「代償魔術」，作為使用魔法的代價，身體漸漸沒辦法感受到溫度，味覺也逐漸喪失。第2集開始自己一個人身活。割腕自殺而死。
蓮恬西亞•伊茲萊蒂
「妖精」的代替魔術師，因為殺害嚮導，使自己再也無法解除顯化。使用以自身四肢的自由作為代價，藉由子彈上的刻印與咒文引發各種現象的「刻印魔術」。死因不明。喜歡日本這個地方，原因包含四季分明的風景、利用豐沛的農產品製成的食物、描寫武士生活之道的時代劇，以及最重要的是雖然信神卻又不會完全相信這點。
天堂 巳沙希
「德魯伊」的代替魔術師。使用以自身的記憶退化作為代價，將在筆記本上簽名的人變成複製影人自由操控的「誓約魔術」。被隨機殺人魔殺害。
蘭亂爛崎 寢寢
「矮人」的代替魔術師。顯化時可以使用改變物體體積、密度與質量的「擴縮魔術」，可藉此減少自己的體積讓身體變硬、力氣變大，代價是消耗的卡路里會持續增加。在「殺殺軒」打工。生前和霄本澪、砧川冥子就讀同一間學校，因為某些原因被迫休學。和弟弟伊央一起跳海自殺。
二井原 小鳩
「吸血鬼」的代替魔術師，顯化後的姿態是披著黑色斗篷的男性。使用「血夜魔術」，能創造混合血與夜之特質的闇滓生命體，代價是對吸血的願望會越來越強。死於藥物中毒。

### 嚮導
艾蓓涅蕾爾
「翼人」原初魔術師的精神體。附身在穿著運動短褲，騎著粉紅小象的少女資料上。經常使用成語。
阿蓓拉茲•吾爾麗希
「魔女」原初魔術師的精神體。附身在黑色魔女帽上。有「獸之魔女」、「手」與「第十二號愚者」等稱號。
伊央
「矮人」原初魔術師的精神體。附身在遮陽帽上。被宵本澪破壞而死。
艾曼柯爾
「德魯伊」原初魔術師的精神體。附身在使用誓約魔術的筆記本上。
克里曼邊境伯
「吸血鬼」原初魔術師的精神體。附身在手機吊飾的熊玩偶身上。屍體愛好者。

## 名詞解釋
闇滓
不存在於物質世界的模糊概念，是存在反面之概念的存在，具有下列兩種性質：
既知觀測性
只有認知闇滓是絕對存在的種族才能感知闇滓的存在。
現象干涉性
能夠藉由闇滓改變世界。
闇滓主要存在於人心的負面感情中。
根源闇滓
象徵魔術種的闇滓，是用闇滓塑造出的概念。
顯化
代替魔術師代理原初魔術師的証明，會依照原初魔術師的形象改變外表或精神。
冥子的魔女服裝、澪的女性化、蓮恬西亞的妖精化等。在顯化時就算改變造型也會自動恢復原狀。只有在顯化的狀態才能使用魔術。
勵起節
全世界的闇滓大量增加的時期。何時發生、持續多久不明，嚮導也只是遇過而已。這段時期中，闇滓最集中的地方會吸引魔術種聚集。
嚮導
各魔術種倖存的最後精神個體，負責管理種族的根源闇滓，肩負收集闇滓讓種族復活的重責大任。能將根源闇滓與魔術託付給代替魔術師，並能感知其他代替魔術師的位置。
光存在就會消耗闇滓，為了節省損耗，在勵起節以外的時期都保持精神體的狀態。
在勵起節時也需要補充闇滓，嚮導將期稱為覓食，要求代替魔術師襲擊惡人獲取闇滓。
代替魔術師
從嚮導取得根源闇滓與魔術的人類。嚮導是藉由死亡時留下的「某種思念與求生渴望」選擇代理魔術師的合適人選。死亡時的思念必須和魔術種的象徵契合。只有具有求生願望的死者或瀕死者能夠吸引到嚮導，且無法選擇嚮導。
代替魔術師失去價值時，就算在勵起節也會強制回收根源闇滓以尋找下一個對象，代替魔術師並不知道這件事。在勵起節結束時，嚮導也會強制回收根源闇滓。
代替魔術師原本就是死人，加上強大的根源闇滓的力量而能夠不老不死。正常狀態不會因為生病或受傷而死，但肉體被破壞到一定程度後會暫時死亡而失去意識，必須靠嚮導復活。
如果陷入復活會立刻死亡的狀態，則要等到闇滓用光才不會再次復活。
肉體的各部份如果被切斷後開始再生，被切斷的部位會消失。直接把被切斷的部份接回去，會比進行再生的速度快。
代替魔術師為了生存，必須從人類身上攝取闇滓，同時必須搶奪其他魔術種的根源闇滓，以減輕使用魔術造成的反動。若因反動太嚴重無法戰鬥，會被其他魔術種單方面獵殺。
魔術種可以自由放棄代替魔術師，反抗的話會變回屍體，順從嚮導持續戰鬥的話，有肉體被搶奪的風險，如果把嚮導殺掉，就再也無法解除顯化。
收集根源暗滓是否真的能讓種族復活、會以何種方式復活沒有人知道，代替魔術師只能持續戰鬥。

## 魔術種
得知闇滓存在的種族。因為數量屈於劣勢而生活在黑暗世界的人外生物。
魔術種依據種族特性不同，發展出不同魔術進行現象干涉，但都因為魔術的反動導致種族衰退、滅亡。
目前出現的魔術種族有「魔女」、「妖精」、「矮人」、「德魯伊」、「吸血鬼」、「翼人」、「龍」幾種。
魔女
半人半魔的種族。具有不死性質，藉此使用「代償魔術」。中世紀時順從慾望生活而成為恐懼的象徵。契約需要「代價與求生渴望」。
妖精
尖耳朵是主要特徵，使用「刻印魔術」，詳細不明。
翼人
具有像天使翅膀的種族，使用「祝福魔術」。詳細不明，艾蓓涅蕾爾表示，就客觀而言，翼人是備受尊敬的種族。契約需要「祝福與求生渴望」。
矮人
使用「擴縮魔術」，詳細不明，自稱食量很大，由顯化後的姿態可推測出種族身高不高。契約需要「被壓縮的意志與求生渴望」。
德魯伊
使用「契約魔術」，詳細不明，能夠進行精神干涉的種族。契約需要「約定與求生渴望」。
吸血鬼
使用「血夜魔術」的種族，不死性比魔女更強，變態也比魔女更多。種族內原本是貴族的個體很多。契約需要「對血及夜晚的親近感與求生渴望」。
龍
詳細不明。

## 魔術
各魔術種開發出的物理法則干涉方式，基本原理是利用闇滓與媒介進行干涉。
不自然的現象干涉會產生反動，對自身造成傷害。
反動是無法避免的現象，只能靠根源闇滓緩和反動傷害。魔術用越多反動會越大。
代償魔術
「魔女」藉由半人半魔的不死身特性，靠著肉體喪失作為媒介對自然現象進行干涉。由於使用者具備不死身，並沒有回復系的魔術，但能使用多樣化的魔術攻擊。使用時必須傷害自己肉體後吟唱咒語。喪失的部位越大，魔術威力越強。
反動為「喪失」，冥子無法感覺冷熱，味覺與痛覺也逐漸喪失。
祝福魔術
「翼人」藉由祝福作為媒介發動的魔術。被祝福的物品硬度會大幅提升，作中強化後的椅子甚至能夠反彈子彈、打碎鐵製品。
具有強化效果可以持續一個月左右與發動時不需咒文，只需要認真許願就能發動等優勢，但沒有遠距離攻擊方法，戰略因此受限，需要靠他人協助進行接近戰鬥才能發揮優勢。
反動為「運氣降低」。目前澪的反動停留在打麻將會拿到爛牌的程度。
刻印魔術
「妖精」藉由文字作為媒介，將闇滓以有意義的文字顯現的魔術。從前是使用弓箭發動魔術，蓮恬西亞改進成使用子彈發動。直接刻在目標上也是有效，但太麻煩而沒有這麼做。藉由刻印與對應之詠唱發動，具有攻擊、束縛與召喚等多樣化魔術，但破壞力沒有代償魔術這麼大，也沒有適合接近戰的魔術。
反動是出現在身體上的「刻印」。黑色文字會出現在身體上，導致無法自由控制身體。
反正已擴及蓮恬西亞全身，時常出現不能行動的狀況。
誓約魔術
「德魯伊」藉由契約作為媒介發動的魔術，可以製作出複製影人。魔術分為讓對象簽名的「前提名約」階段，與將複製影人與對象本人交換的「置換履行」兩階段，被交換後的對象會被封進簽名的文件中，直到複製影人被打倒才會恢復。複製影人缺法自我意志，只會聽命行事，如果操縱者集中精神，也可以讓複製影人說話。嚮導艾曼柯爾認為複製影人很弱。
重量不重質的魔術，若不在意反動影響，可以一次製作出好幾百名複製影人。代替魔術師除了製作複製影人外，沒有其他能力。
反動為「存在退化」，巳沙希已經退化到幼稚園的程度。
擴縮魔術
「矮人」藉由方程式為媒介發動的魔術，可以在一定範圍內，改變質量=密度*體積公式的三個變數。進行改變時須說出改變的方程式，並用鎚子敲打目標對象。魔術包含作用在自己身體上的內力之鎚、干涉外在事物的外力之鎚、自由改變對象方程式的「妖精銀」與改變自身方程式的「妖精神銅」。魔術沒有華麗效果，但可以把任何東西都變成武器，同時顯化時發動的內力之鎚會減少自身體積，增加自身密度，讓戰鬥力與防禦力大幅提升，加上代替魔術師寢寢本身的戰鬥技巧，是所有登場人物中戰鬥力最強的角色，澪、冥子與蓮恬西亞三人聯手依舊陷入苦戰。
反動為「卡路里消耗增加」，導致蘭亂爛崎寢寢食量異於常人。
血夜魔術
「吸血鬼」藉由血與夜作為媒介，將其混合後創造出闇滓生命體「眷族」。因為成分需要夜晚，魔術只能在夜間使用，同時還需要攪拌兩種元素的道具，魔術使用時的限制很多。
和德魯伊的誓約魔術接近，同樣是創造系的魔術，沒有直接的攻擊手段，但創造出來的眷族品質很高。能創造出的最強眷族是吃越多東西會變越大的黑色嬰孩。適合防守的魔術，以學校作為據點進行防衛戰鬥。
反動是「攝取血液」，二井原小鳩靠著舔滴在地面的血液進行攝取。

## 出版書籍
- 2006年2月初版 （ISBN 4840233136）
- 2007年1月初版 2 - Cradle Elves Type（ISBN 4840236887）
- 2007年6月初版 3 - Nightmare Crimson Form（ISBN 4840238839）